# Harry Opstrup
Harry Tranberg Opstrup (født 1922 Søllerød, død 2005) var en dansk gartner og en flittig amatørfotograf på meget højt niveau.
Opstrup videreførte sine forældres gartneri i Holte og drev det lige til sin død. Men hans store lidenskab var fotografiet. Opstrup var dedikeret amatørfotograf siden midten af 1960’erne, hvor han første gang via en fotohandler anskaffede sig et Hasselblad kamera. Harry Opstrup blev en af de betydeligste danske naturfotografer i sidste halvdel af 1900-tallet, hans fotos blev ofte vist i tidsskrifter, og han vandt en del fotokonkurrencer. Fotofirmaet Hasselblad anvendte i udstrakt grad Opstrups billeder, som reklame for deres produkter.
Opstrup udstillede på Charlottenborg i 1967, 1969 og 1972 på udstillingerne "Den XVI", "Den XVII" og "Den XVIII".
Ved sin død havde Harry Opstrup havde han testamenteret sin til samling til Danmarks Fotomuseum i Herning og Det Kongelige Bibliotek. Det Kongelige Bibliotek administrer Harry Opstrups legat som er dannet af arven.

## Galleri
- Harry Opstrup, Dyrehaven, 1970
- Harry Opstrup, Morgendis i skoven